# Pala Sforzesca
La Pala Sforzesca è un dipinto a tempera e olio su tavola (230x165 cm) del Maestro della Pala Sforzesca, databile al 1494-1495 e conservato nella Pinacoteca di Brera a Milano.

## Storia
L'opera, di un maestro anonimo generalmente detto "della Pala Sforzesca" (attivo in Lombardia dal 1490 al 1520), è emblematica dell'epoca di Ludovico il Moro, che vi è ritratto con tutta la famiglia. Si tratta di un'opera dai chiari intenti politici, tesa a ribadire la legittimazione del potere dopo l'esautorazione alla morte di Gian Galeazzo Sforza (1494), l'erede legittimo di Galeazzo Maria Sforza.

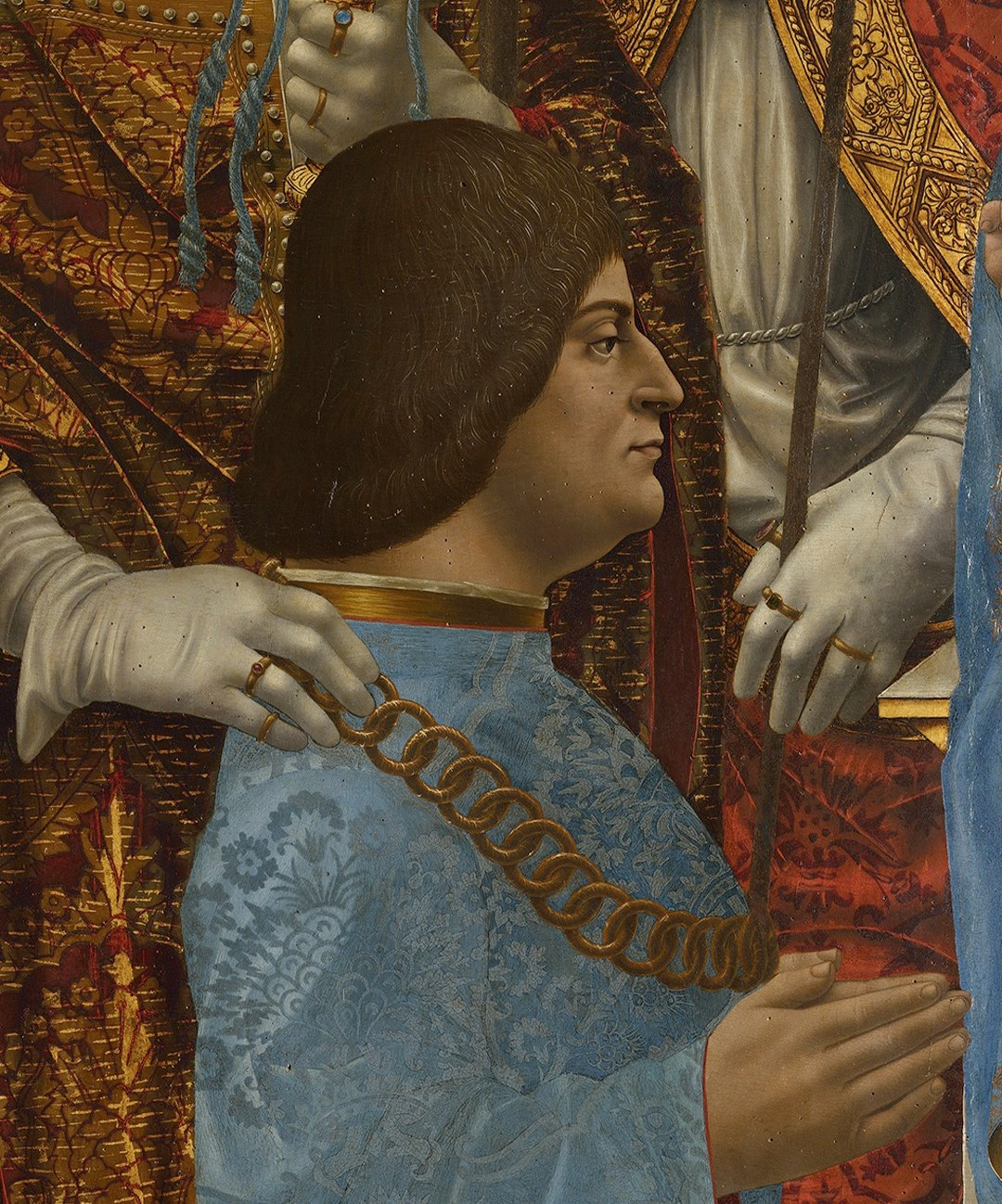
Dettaglio, Ludovico il Moro

La pala era destinata alla chiesa di Sant'Ambrogio ad Nemus a Milano ed entrò nel museo con le soppressioni, nel 1808.

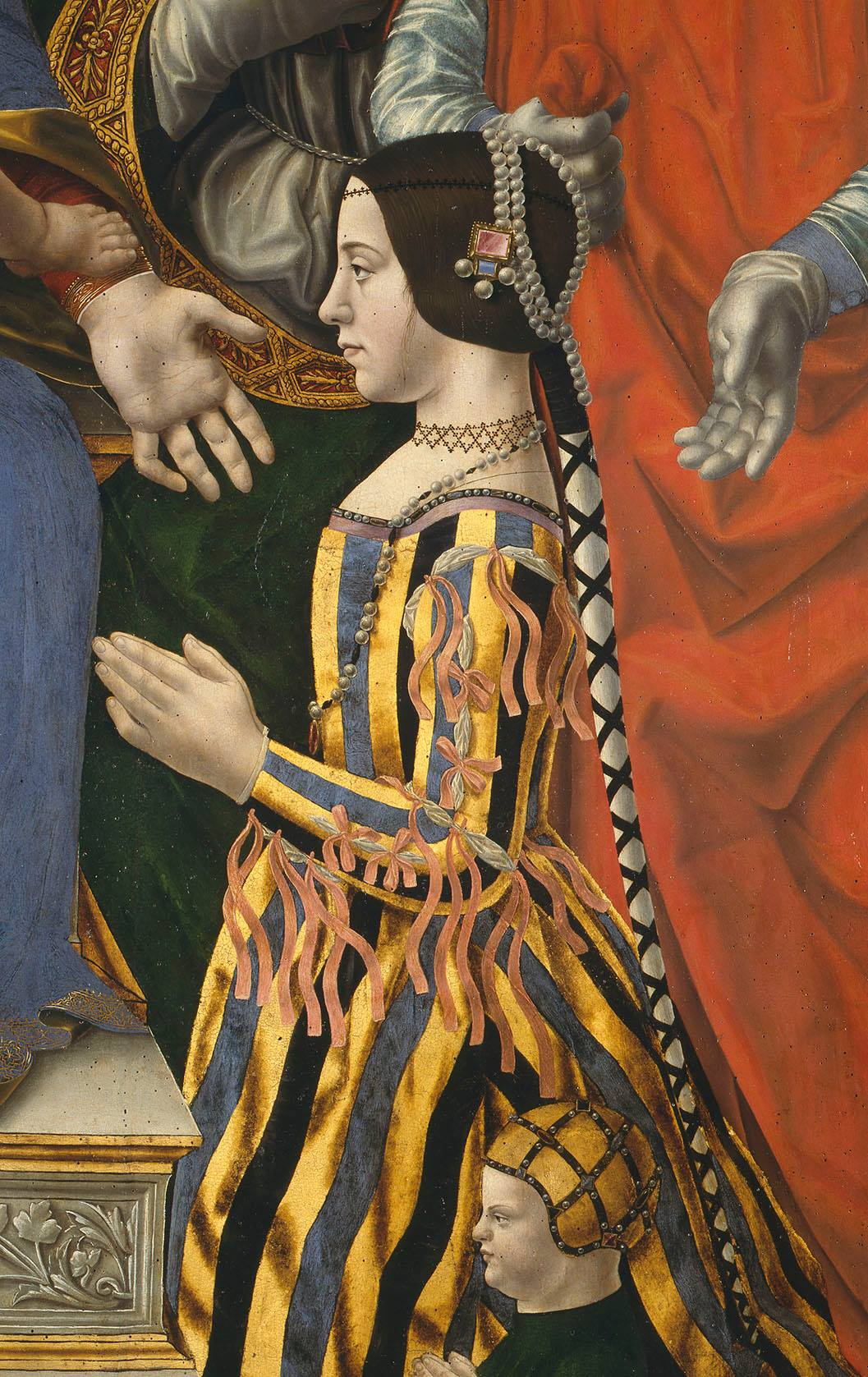
Dettaglio: Beatrice d'Este.

Documenti d'archivio ne hanno confermato la commissione al 1494, ma non hanno sciolto l'enigma del nome dell'autore (tra le ipotesi c'è quella di Francesco Napoletano).

## Descrizione e stile
In una sfarzosa architettura ricca di elementi decorativi dorati si svolge una sacra conversazione, con la Madonna col Bambino in trono al centro, circondata dai Dottori della Chiesa: sant'Ambrogio, san Gregorio Magno, sant'Agostino e san Girolamo. Due angeli volano in alto per porgere la corona ducale sulla testa di Maria, la quale ha un aspetto leonardesco.
Assistono alla scena, inginocchiati in un rigido profilo, Ludovico il Moro e sua moglie Beatrice d'Este, insieme ai due pargoli. Nell'identificazione di questi due ultimi, la critica si divide in due linee di pensiero:
1. Chi, come Francesco Malaguzzi Valeri, data la pala al 1494-95 riconosce nel fanciullo di sinistra Cesare Sforza, nato del Moro e della sua amante Cecilia Gallerani, che avrebbe avuto 3-4 anni, e in quello di destra il primogenito legittimo dei duchi, Ercole Massimiliano, di 1-2 anni. In effetti quest'ultimo ebbe sempre una capigliatura tendente al biondo e difficilmente potrebbe essere confuso col bruno Cesare.[1] I tempi erano d'altronde assai tolleranti nei confronti della prole illegittima e Beatrice non nutrì mai nei confronti del figliastro alcuna ostilità, difatti permise che il bambino crescesse a corte insieme ai fratellastri.[2]Dettaglio: Ercole Massimiliano o Cesare, nato del Moro e di Cecilia Gallerani.

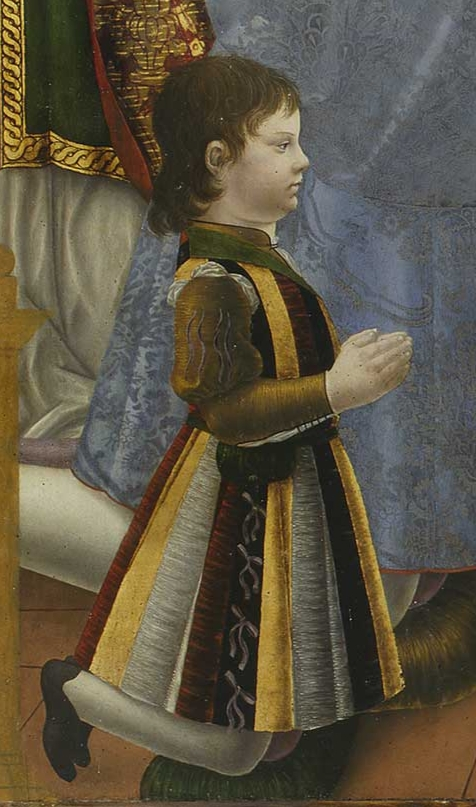
Dettaglio: Ercole Massimiliano o Cesare, nato del Moro e di Cecilia Gallerani.

2. L'obiezione mossa da altri critici è però che, in un'opera celebrativa e ufficiale quale la Pala Sforzesca, è impossibile che Ludovico avesse deciso di far ritrarre accanto a sé uno dei tanti bastardi, senza alcuna rilevanza, natigli dalle proprie amanti. Di conseguenza, spostando la datazione al 1496 circa, essi identificano nel fanciullo di sinistra Ercole Massimiliano, di 3-4 anni, e in quello di destra il secondogenito Sforza Francesco, di 1-2 anni.[3]

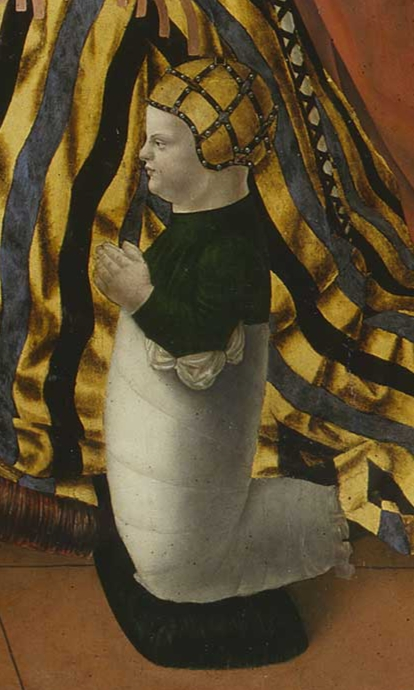
Dettaglio: il piccolo Ercole Massimiliano o Francesco.

Nel dipinto domina l'opulenza, a ricordare l'altissimo rango di Ludovico, con un'insistenza sui numerosi elementi decorativi che dovette piacere molto alla committenza. Lo stesso Ambrogio, patrono di Milano, mette una mano su Ludovico come per presentarlo al gruppo divino al centro, e il Bambino lo appoggia indirizzandogli la sua benedizione.